# Kačanik
Kačanik ou Kaçanik (em sérvio:  Качаник, transl. Kačanik; em albanês:  Kaçanik ou Kaçaniku) é um município ao sul da Província Autônoma de Cossovo e Metóquia, localizado no Distrito de Kosovo, sendo de jure parte da República da Sérvia. 
O município ocupa uma área de 294 km², incluindo 42 assentamentos.

## História

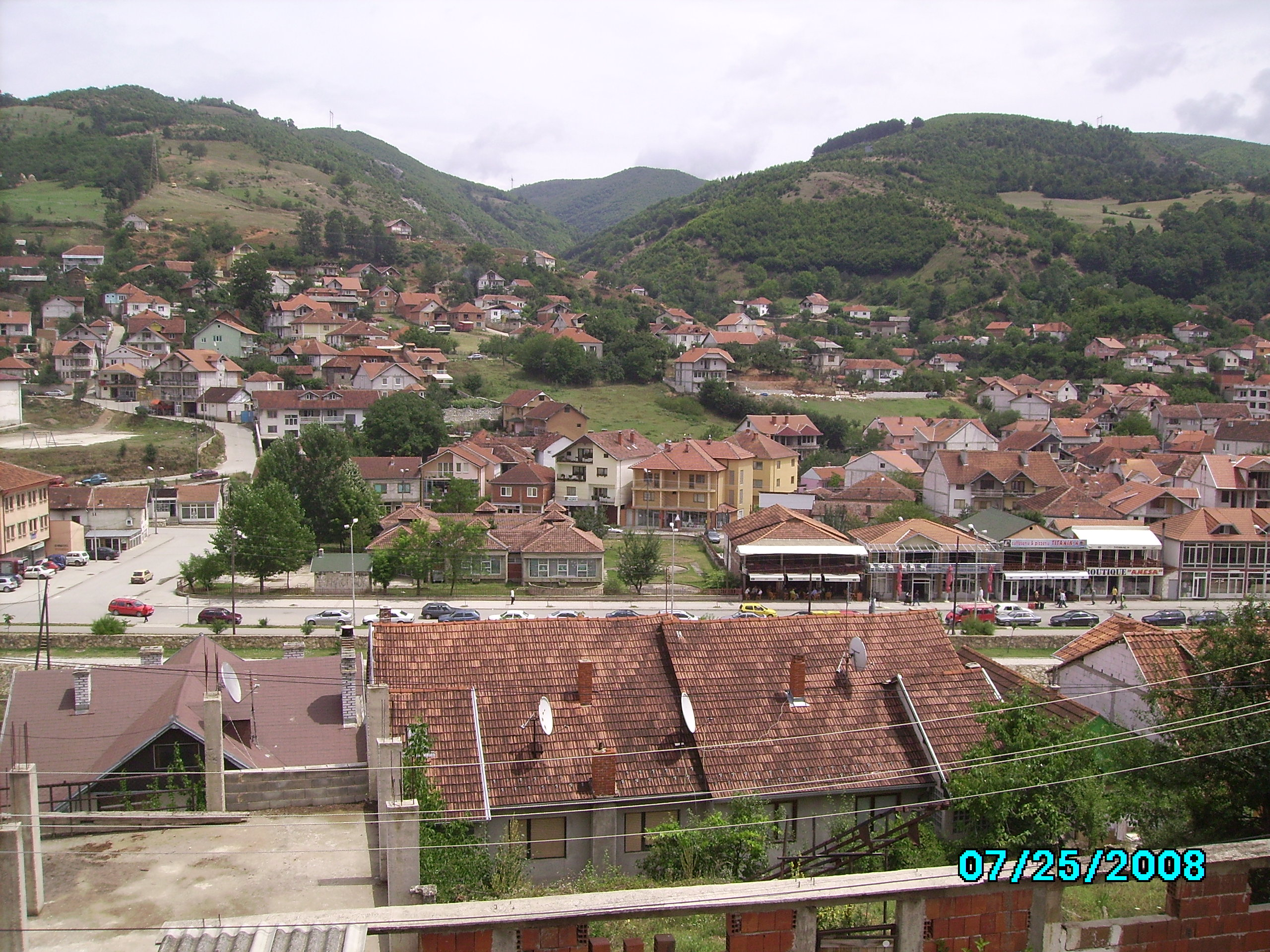
Kačanik do oeste

A região de Kačanik foi um dos percursos que foram empregados durante as migrações centro-europeias (semelhante à cultura lusaciana) no sul dos Bálcãs entre 1200 e 1150 a.C. Monumentos da era romana incluem um altar que data de 158-9 d.C. e é dedicado a uma divindade chamada andinus (Deo Andino). O nome Andinus aparece entre os nomes do ilíricos e dálmatas, mas a adoração de Andinus parece ter sido um culto local do sudoeste da Dardânia, uma vez que não aparece em outras partes do Ilíria ou do Império Romano.